# Le Vignau
 Le Vignau  (en occitano Lo Vinhau) es una población y comuna francesa, situada en la región de Aquitania, departamento de Landas, en el distrito de Mont-de-Marsan y cantón de Grenade-sur-l'Adour.

## Demografía
| 385 | 383 | 355 | 374 | 391 | 385 |
| Para los censos de 1962 a 1999 la población legal corresponde a la población sin duplicidades (Fuente: INSEE [Consultar]) |     |     |     |     |     |